# Renon (Fouzon)
Der Renon (im Oberlauf: Fourion) ist ein Fluss in Frankreich, der im Département Indre in der Region Centre-Val de Loire verläuft. Er entspringt im Gemeindegebiet von Liniez, entwässert generell in nördlicher Richtung und mündet nach rund 33 Kilometern an der Gemeindegrenze von Parpeçay und Sembleçay als linker Nebenfluss in den Fouzon.

## Orte am Fluss
- Bouges-le-Château
- Guilly
- Aize
- Buxeuil
- Poulaines
- Sainte-Cézile, Gemeinde Val-Fouzon
- Sembleçay